# Новая Зеландия на летних Олимпийских играх 1956
Новая Зеландия принимала участие в Летних Олимпийских играх 1956 года в Мельбурне (Австралия) в десятый раз за свою историю, и завоевала две золотые медали. Сборную страны представляли 8 женщин.

## 01!Золото
- Лёгкая атлетика, мужчины — Норман Рид.
- Парусный спорт, мужчины —  Питер Мэндер и Джон Кропп.

## Результаты соревнований

### Академическая гребля
В следующий раунд из каждого заезда проходили несколько лучших экипажей (в зависимости от дисциплины). В финал A выходили 4 сильнейших экипажей.
Мужчины
| Соревнование | Спортсмены                      | Предварительный заезд | Предварительный заезд | Предварительный заезд | Отборочный заезд | Отборочный заезд | Отборочный заезд | Полуфинал | Полуфинал | Полуфинал | Финал                 | Финал                 |
| Соревнование | Спортсмены                      | Заезд                 | Время                 | Место                 | Заезд            | Время            | Место            | Заезд     | Время     | Место     | Время                 | Место                 |
| ------------ | ------------------------------- | --------------------- | --------------------- | --------------------- | ---------------- | ---------------- | ---------------- | --------- | --------- | --------- | --------------------- | --------------------- |
| одиночки     | Джеймс Хилл                     | 1                     | 7:30,1                | 3                     | 1                | 8:29,9           | 1 Q              | 1         | 9:12,5    | 3         | завершил выступление  | завершил выступление  |
| двойки       | Реджинальд Дуглас Роберт Паркер | 1                     | 7:32,6                | 1 Q                   | не участвовали   | не участвовали   | не участвовали   | 1         | 8:44,7    | 3         | завершили выступление | завершили выступление |